# Michel Odent

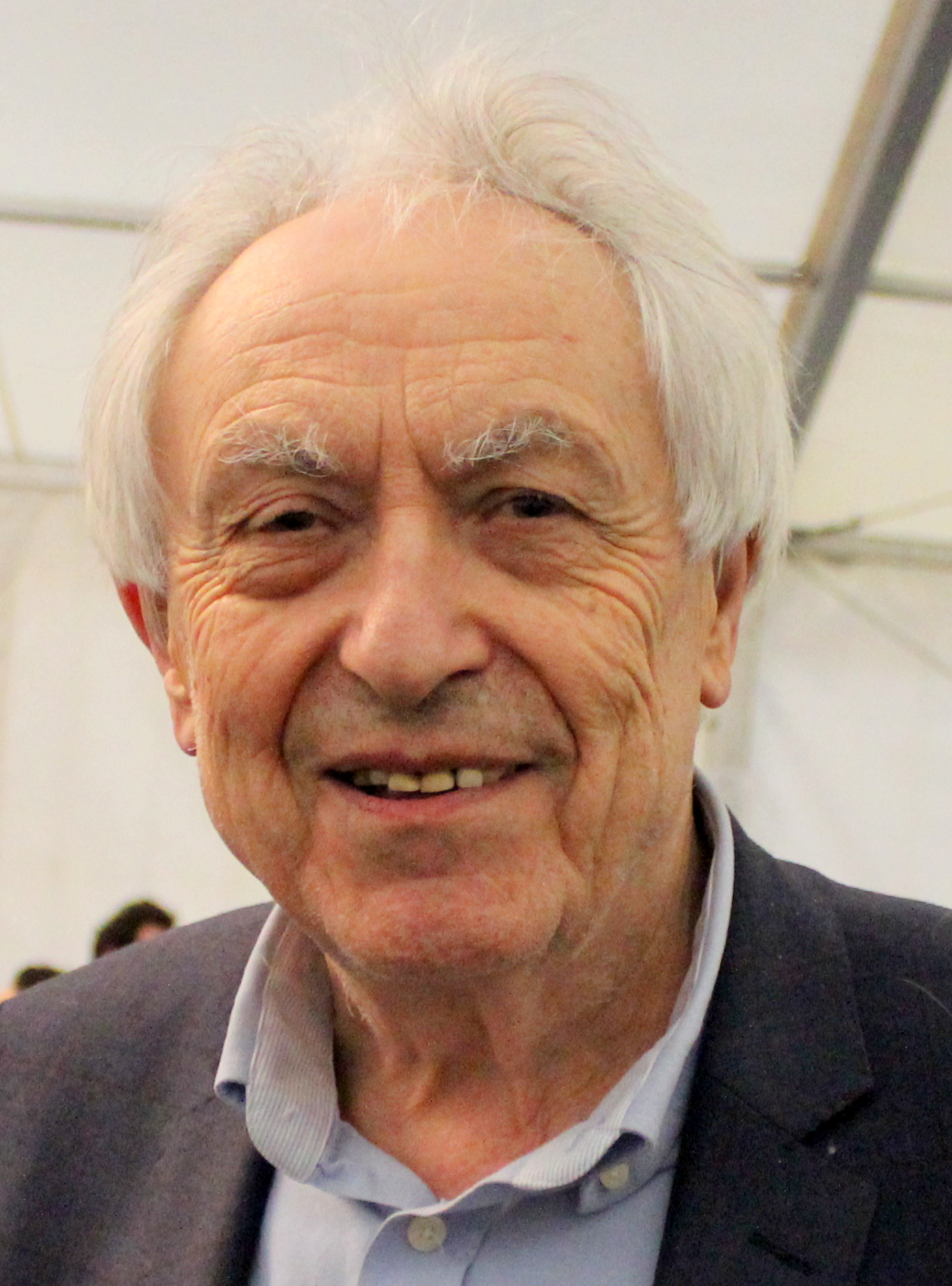
Michel Odent, 2015

Michel Odent (* 7. Juli 1930) ist ein französischer Arzt und Geburtshelfer und bedeutender Verfechter einer natürlichen Geburt.
Odent, ein Schüler des Pioniers der sogenannten sanften Geburt Frédérick Leboyer, war Chefarzt der Entbindungsabteilung des Kreiskrankenhauses von Pithiviers, bevor er sich 1990 in London niederließ und die Forschungsgemeinschaft Primal Health Research Centre gründete. Bekannt wurde er durch zahlreiche Veröffentlichungen, die sich vor allem mit Schwangerschaft, Geburt und Stillzeit beschäftigen.
Im Gebärraum der Klinik in Pithiviers stellte Odent ein normales aufblasbares Planschbecken auf, zunächst, um den Frauen während der Wehen eine Entspannung im warmen Wasser zu ermöglichen. Daraus entwickelte sich dann die inzwischen verbreitete Methode der Wassergeburt.
Odent nimmt aktiv an der öffentlichen Debatte um Auswege aus der Klimakrise teil. So ist er Mitunterzeichner eines im Dezember 2018 veröffentlichten offenen Briefes, in welchem der Politik ein Scheitern bei der Thematisierung der Krise vorgeworfen und dazu aufgerufen wird, sich Bewegungen wie Extinction Rebellion anzuschließen und einen Konsumverzicht zu leisten.

## Werke
- Die sanfte Geburt: die Leboyer-Methode in der Praxis. [Übers. aus d. Franz.: Wolfgang Krege] 1978. 1981. 1986, ISBN 3-466-34008-X, ISBN 978-3-466-34008-8
- Geburt und Stillen: Über die Natur elementarer Erfahrungen C.H. Beck, München Vivian Weigert (Übersetzer) 1994, ISBN 3-406-45983-8, ISBN 978-3-406-45983-2
- mit Jessica Johnson: Wir alle sind Kinder des Wassers, Kösel, 1995, ISBN 3-466-34331-3
- Von Geburt an gesund. Was wir tun können, um lebenslange Gesundheit zu fördern, Kösel, München 2000
- Die Wurzeln der Liebe, Walter-Verlag, Olten 2001
- Im Einklang mit der Natur-Neue Ansätze der sanften Geburt, Walter-Verlag, Olten 2004
- Es ist nicht egal, wie wir geboren werden, Walter, 2005
- Die Natur des Orgasmus: Über elementare Erfahrungen, aus dem Englischen von Christoph Trunk, C. H. Beck, München 2010, ISBN 978-3-406-60635-9
- Es ist nicht egal, wie wir geboren werden. Risiko Kaiserschnitt, aus dem Englischen von Sonja Schuhmacher, Mabuse, Frankfurt am Main 2014, ISBN 978-3-86321-242-1
- Generation Kaiserschnitt: Wie die moderne Geburtspraxis die Menschheit verändert, Kösel, München 2014, ISBN 978-3-466-34599-1